# Black Rebel Motorcycle Club
Black Rebel Motorcycle Club – amerykańska grupa muzyczna grająca garage rocka, powstała w 1998 roku w San Francisco. Na początku istnienia prezentowała styl z wpływami shoegaze’u, z czasem silniejsze stały się inspiracje blues-rockowe. Założycielami zespołu są Robert Levon Been i Peter Hayes.
W 1998 zaczęli grać na żywo, początkowo pod nazwą The Elements. Obecna nazwa zespołu powstała od słów określających gang motocyklowy Marlona Brando z filmu "The Wild One" z 1953 roku.  W 1999 roku muzycy przenieśli się do Los Angeles i nagrali swoją pierwszą płytę demo, zaś dwa lata później opublikowali debiutancki album studyjny. Grupa jest znana z charakterystycznego image'u – muzycy najczęściej noszą czarne skóry.

## Historia

### 1998–2002
Grupa powstała w 1998 roku z inicjatywy Petera Hayesa i Roberta Levona Beena. Panowie poznali się w szkole w Lafayette. Początkowo występowali razem w grupie Wave, która szybko się rozpadła. W 1996 roku Hayes dołączył do The Brian Jonestown Massacre, z którymi nagrał jedną płytę. Po jego odejściu z grupy panowie ponownie połączyli siły. Pierwszym perkusistą zespołu został Nick Jago, który wcześniej przerwał studia sztuk pięknych w Winchester School of Art i przeniósł się do Kalifornii. Początkowo grupa nosiła nazwę The Elements, ale została ona zmieniona ze względu na istnienie innych zespołów o tej samej nazwie.
Rok później wydane zostało pierwsze demo składające się z 13 utworów. W tym samym czasie członkowie zespołu przenieśli się do Los Angeles. W międzyczasie krążek zaczął zyskiwać na znaczeniu – jedną z pierwszych rozgłośni radiowych puszczających ich utwory była amerykańska KCRW, a także BBC Sheffield, która nadała mu tytuł Record of the Week. Muzycy stanęli przed wyborem wytwórni, w której wydać mieli swój pierwszy album studyjny. Po odrzuceniu ofert od Brother Records i Warner Music w maju 2000 roku podpisali kontrakt z Virgin Records.
3 kwietnia 2001 roku został wydany album "B.R.M.C.". Krytycy zwracali uwagę na psychodeliczne motywy oraz typowo brytyjskie brzmienie, mimo iż grupa wywodzi się ze Stanów Zjednoczonych. Z drugiej strony, grupa została skrytykowana za zbyt oczywiste inspiracje takimi zespołami jak The Jesus and Mary Chain i The Stone Roses. Been w wywiadzie dla magazynu Twenty-Four Zine stwierdził, że traktuje te porównania jako komplement, ale Black Rebel Motorcycle Club wnoszą swoje własne brzmienie. Pół roku po premierze płyta osiągnęła status złotej w Wielkiej Brytanii. Szczególne uznanie zyskał singel "Whatever Happened To My Rock'n'roll (Punk Song)", który znalazł się na liście 50 najlepszych singli roku 2002, przygotowanej przez New Musical Express. W październiku 2001 roku opublikowany został EP "Screaming Gun", na którym znalazły się odrzuty z sesji do długogrającego albumu.
W celu promocji albumu zespół ruszył w trasę. Najpierw wraz z The Dandy Warhols występowali w klubach w Ameryce Północnej, a od początku 2002 roku przenieśli się na Stary Kontynent. W ramach tej części trasy koncertowej wystąpili na największych europejskich festiwalach, takich jak Glastonbury, Roskilde czy Pinkpop. Problemy z wizą były powodem, przez który przez pierwszą część koncertów w Europie nieobecny był Nick Jago, którego zastąpił Peter Salisbury z The Verve.

### 2003–2004

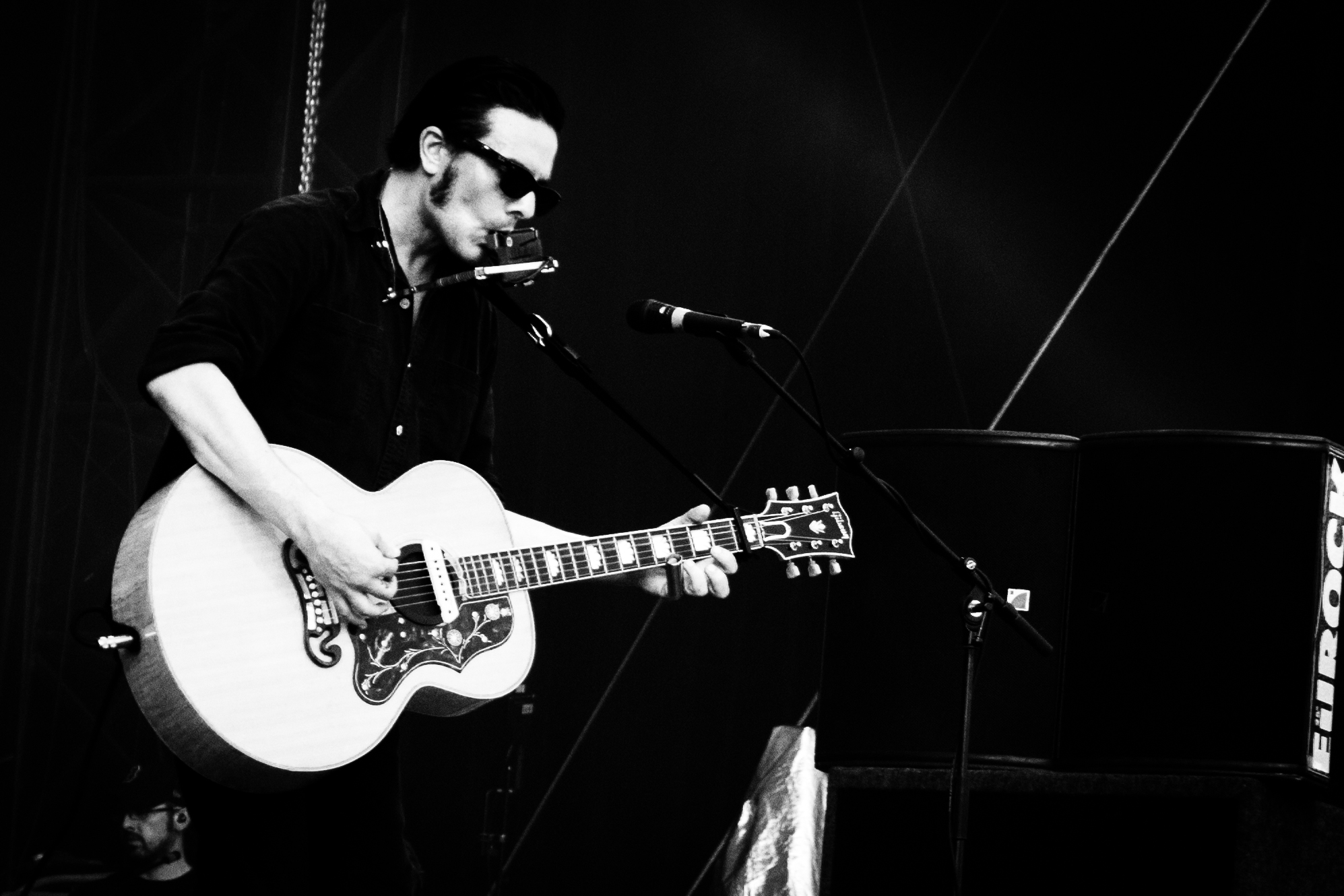
Peter Hayes podczas występu na festiwalu Eurockéennes w 2013 roku

Pierwszą połowę 2003 roku muzycy spędzili w studiu, gdzie pracowali nad następcą "B.R.M.C.". 2 września został wydany album "Take Them On, On Your Own". Oprócz całkowicie nowych utworów na płycie znalazły się również "US Government" i "Suddenly", które zostały wydane wcześniej na pierwszym demo muzyków. Płyta została powszechnie uznana za nieco słabszą od debiutu, głównie ze względu na odejście od zróżnicowanego brzmienia w stronę garage rocka oraz podejmowania ryzyka i próby zaskoczenia słuchaczy. Mimo to płyta osiągnęła umiarkowany sukces, plasując się na 3. miejscu listy UK Albums Chart, jednak wypadając z pierwszej 50. już po 3 tygodniach. Podobnie jak debiut, została uhonorowana statusem złotej płyty w Wielkiej Brytanii, lecz tym razem osiągnięcie tego statusu trwało 2 tygodnie.
W sierpniu 2003 roku zespół ruszył w trasę promującą album. Była ona najdłuższa z dotychczasowych i zakończyła się równo rok po rozpoczęciu. Koncert w Leeds został przerwany z powodu zagrożenia zapaścią podłogi. Z tego powodu media okrzyknęły grupę "zespołem, który złamał parkiet". W sierpniu 2004 roku w trakcie V Festivalu Peter Hayes został poproszony o złożenie autografu na nadmuchiwanym penisie. Muzyk gwałtownie odmówił, a później bronił swojej decyzji, stwierdzając, że żart ten był dla niego obraźliwy.
Zaraz po zakończeniu touru, Nick Jago opuścił zespół. Odejście Jago miało związek z jego uzależnieniem od narkotyków. Symbolem problemów była sytuacja z gali rozdania nagród NME Awards. Perkusista odmówił zejścia ze sceny po odebraniu statuetki za najlepszy teledysk i stał na niej w milczeniu przez 9 minut. Wreszcie po nieudanym koncercie w Szkocji doszło do kłótni między Hayesem i Jago, wskutek czego ten drugi odszedł z grupy.
Bezpośrednio po wydaniu "Take Them On, On Your Own" pojawiły się spięcia z wytwórnią. Zespół twierdził, że nie wspiera ona promocji płyty. Ostatecznie kontrakt został rozwiązany. Robert Levon Been stwierdził później, że zespół nie miał dobrych układów z wytwórnią i szukał sposobu na opuszczenie Virgin.

### 2005−2006

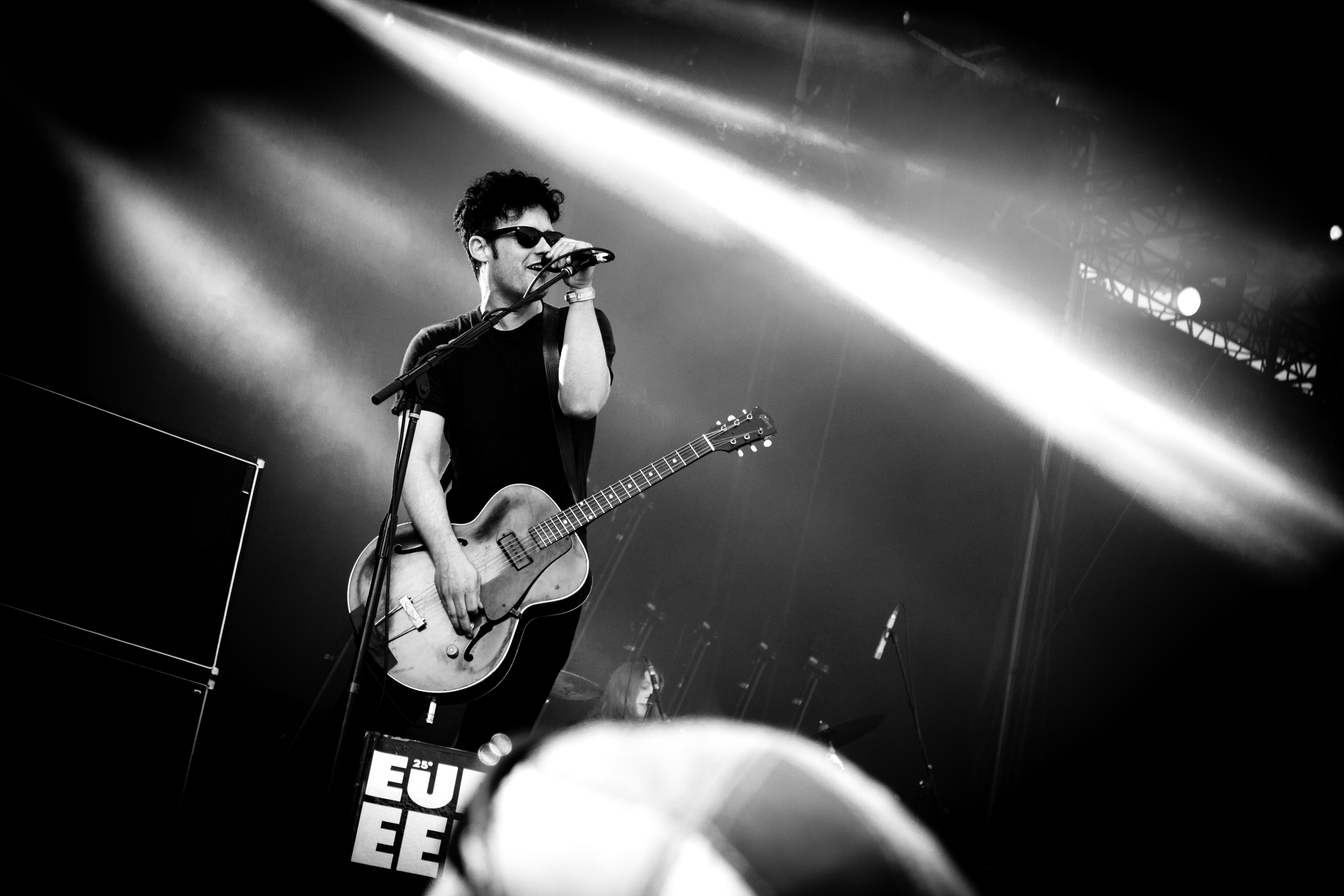
Robert Levon Been podczas występu na festiwalu Eurockéennes w 2013 roku

W 2005 roku zespół był bliski zakończenia działalności. Ostatecznie Hayes i Levon Been postanowili nagrać nowy album za własne pieniądze.  Dopiero po nagraniu albumu zespół zabrał się za szukanie nowej wytwórni, która zajęłaby się jej dystrybucją. Płyta została wydana przez Echo w Europie i RCA w USA. Po odbyciu odwyku Nick Jago wrócił do zespołu, ale zdążył nagrać partie do zaledwie jednej piosenki, "Promise". W pozostałych utworach za partie perkusyjne odpowiada Paul Cobb, który był przyjacielem zespołu i właścicielem studia, w którym nagrano album. "Howl" jest jednocześnie pierwszym albumem grupy, na którym Robert Levon Been występuje pod prawdziwym nazwiskiem. Wcześniej używał nazwiska Turner w celu ukrycia informacji, że jego ojcem jest Michael Been, lider zespołu The Call.
Muzycy zdecydowali się zmienić oblicze zespołu sięgając po bardziej akustyczne brzmienie, bliższe bluesowi czy americanie. Sięgnęli również po szkice utworów, które powstały jeszcze w latach 90., przed ideą Black Rebel Motorcycle Club. W warstwie lirycznej album jest inspirowany wierszami Edgara Alana Poe oraz Allena Ginsberga, z którego tomiku poezji został zaczerpnięty tytuł. Album Howl został wydany 23 sierpnia 2005 roku i doczekał się pochwał ze strony krytyków, którzy zwracali uwagę na woltę stylistyczną i uwolnienie z dotychczasowych inspiracji. Jednocześnie, trzeci album studyjny dobrze poradził sobie na listach sprzedaży, uzyskując status srebrnej płyty w Wielkiej Brytanii.
Tradycyjnie po wydaniu płyty zespół ruszył w trasę koncertową, która obejmowała Amerykę Północną i Europę. Pierwszy raz w historii zespołu zatrudniony został dodatkowy gitarzysta. Mike Keating odpowiadał za dodatkowe partie gitarowe w trakcie koncertów.

### 2007–2009

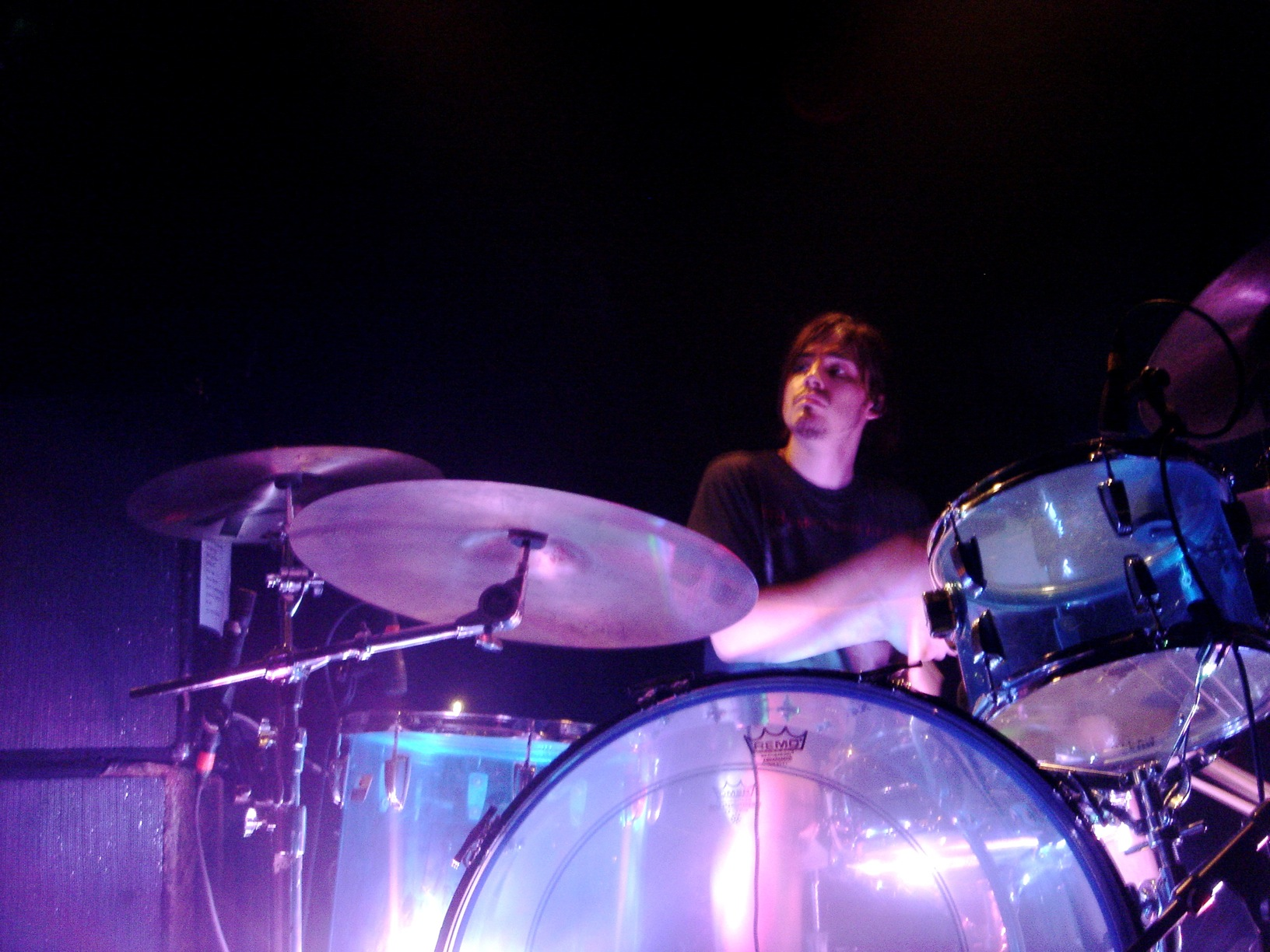
Nick Jago podczas występu w klubie Social w Orlando w 2007 roku

Wyjątkowo szybko zespół uporał się z kolejnym krążkiem. Album "Baby 81" został nagrany na przełomie lat 2006 oraz 2007 i wydany 1 maja 2007 roku. Tytuł nawiązywał do Baby 81, dziecka ocalałego po trzęsieniu ziemi na Oceanie Indyjskim w 2004 roku. Stylistycznie był to powrót do rockowego, mocniejszego brzmienia zespołu. Album otrzymał mieszane opinie. Podczas, gdy jedni chwalili powrót do klasycznego brzmienia grupy, inni zwracali uwagę na monotonię i wygładzoną, ugrzecznioną produkcję. Dla równowagi, wydany w grudniu 2007 roku minialbum "American X: Baby 81 Sessions EP" zawierający utwory, które nie znalazły się na albumie długogrającym, posiadał ciemniejsze brzmienie. Czwarty krążek zespołu sprzedawał się najgorzej z dotychczasowych. Był to powód, dla którego RCA zrezygnowała z kontraktu z muzykami. Levon Been oskarżał później wytwórnię, że zwraca uwagę na krótkoterminowy zysk i opuściła zespół, gdy był w potrzebie.
W połowie 2008 roku Nick Jago ponownie opuścił zespół. W swoim oświadczeniu napisał, że został zwolniony w trakcie kolacji. Hayes i Levon Been twierdzili, że nie jest to prawdą, a Jago odszedł, by skupić się na solowym projekcie. Od razu po ogłoszeniu odejścia muzycy poinformowali, że jego zastępcą na pozostałą część trasy będzie Leah Shapiro, która wcześniej występowała w koncertowym składzie The Raveonettes. W dokumencie powstałym w 2013 roku Peter Hayes ujawnił, że poznał Shapiro dopiero po dołączeniu przez nią do zespołu, a w kwestii wyboru zaufał swojemu koledze z zespołu.
W trakcie trasy promującej płytę zespół ponownie korzystał z dodatkowych muzyków, z których później zrezygnował ze względu na problemy finansowe. Na początku 2008 roku grupa dała pierwsze koncerty w Azji, a konkretnie w Japonii. Pod koniec tego samego roku, również pierwszy raz w swojej historii, muzycy zawitali w Ameryce Południowej. 2009 był rokiem przerwy w działalności koncertowej, zespół zagrał jedynie dwa koncerty, w tym jeden w Polsce, 11 lipca w ramach Gdańsk Dźwiga Muzę.
Nieoczekiwanie, 1 października został wydany kolejny album studyjny, "The Effects of 333". Zawiera on 10 instrumentalnych, ambientowych kompozycji. Płyta została słabo przyjęta, mimo ostrzeżeń zespołu przed nieoczekiwaną zawartością. Pod koniec 2009 roku wydane zostało pierwsze wydawnictwo koncertowe. Zawierało ono zmontowane w jeden koncert fragmenty trzech występów, w Dublinie, Glasgow i Berlinie. Ponadto, dołączona została płyta audio z okrojoną wersją koncertu w formie DVD. Jest to pierwsze wydawnictwo wydane fizycznie w ramach własnej wytwórni. W tym samym roku grupa nagrała utwór "Done All Wrong", który pojawił się na ścieżce dźwiękowej filmu "Księżyc w nowiu".

### 2010–2011

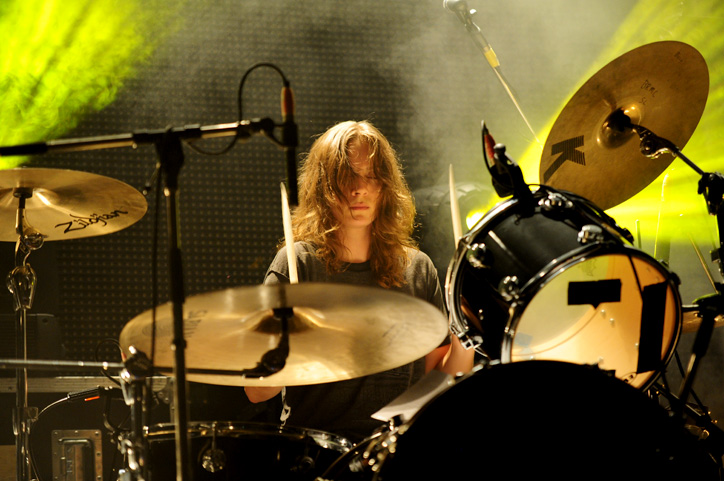
Leah Shapiro podczas występu na festiwalu Splendour in the Grass w 2010 roku

Z powodu problemów finansowych, zespół ponownie skorzystał z gościnności braci Cobb i nagrał materiał na nową płytę w należącym do nich studiu. Płyta została wydana przez Abstract Dragon, ale dystrybucją zajęły się Vagrant Records (w Stanach Zjednoczonych) i Cooperative Music Group (w Europie). Płyta "Beat the Devil’s Tattoo" została wydana 5 marca 2010 roku, a jej tytuł zaczerpnięto z wiersza Edgara Allana Poego. Album jest powrotem zespołu do brudnego, garażowego grania. Płyta zebrała przeciętne recenzje. Ganiono zamknięcie zespołu we własnej niszy, brak pomysłów na ciekawe melodie i znikomą chęć eksplorowania nowych terytoriów. W związku z brakiem wsparcia dużej wytwórni, album słabo poradził sobie na listach sprzedaży. W Wielkiej Brytanii nie zmieścił się nawet w pierwszej 50 (ostatecznie sklasyfikowany został na pozycji 58).
Pozostała część roku upłynęła grupie na koncertowaniu. Po serii koncertów Europie zespół podążył do Australii i Japonii, by powrócić na Stary Kontynent w sierpniu, by zagrać na kilku festiwalach. 19 sierpnia, w trakcie koncertu na festiwalu Pukkelpop na zawał serca zmarł Michael Been – ojciec gitarzysty Roberta Levona Beena. Michael Been był mentorem i współproducentem nagrań zespołu, a w ostatnich latach również członkiem zespołu technicznego. Również 2011 rok upłynął na koncertowaniu, a zespół pierwszy raz w historii zagrał w Chinach.
1 października 2010 roku zespół wydał swoje drugie koncertowe DVD zatytułowane "Live in London". Album został zadedykowany tragicznie zmarłemu Michaelowi Beenowi, i jest jednocześnie ostatnim albumem, przy tworzeniu którego brał on udział. Występ został zarejestrowany 23 kwietnia tego roku w trakcie wyprzedanego koncertu w londyńskim klubie Forum.

### 2012–2016
Rok 2012 stanowi przerwę w działalności koncertowej zespołu. Dopiero w grudniu grupa zagrała trzy koncerty w swoich rodzinnych stronach. Cały rok upłynął na pisaniu utworów na następcę "Beat the Devil’s Tattoo". Na początku nowego roku ogłoszono, że siódmy album studyjny zostanie wydany 9 marca i będzie nosił tytuł "Specter at the Feast". Inspirację do tytułu grupa znalazła w sztuce "Makbet" Williama Shakespeare’a. Album stanowi próbę uporania się z żalem po śmierci Michaela Beena. Singel z tej płyty, "Let the Day Begin" jest coverem najbardziej popularnego utworu zespołu muzyka, The Call. Płyta uzyskała pochlebne recenzje, niektóre z nich stwierdzają, że jest to najlepszy album zespołu od czasów "Howl". Sprzedaż była również lepsza od poprzednika, w Stanach Zjednoczonych album osiągnął rekordową dla zespołu, 35 pozycję na liście Billboard 200.
W następnym roku zespół powrócił na największe europejskie festiwale, takie jak Roskilde czy Rock Werchter. Poza tym grupa odwiedziła w ramach trasy koncertowej Amerykę Północną, Australię oraz Azję. Trasa zakończyła się w sierpniu 2014 roku. 28 września zespół zagrał na Geogre Fest, na którym wykonał dwa covery utworów George’a Harrisona – "Art of Dying" oraz "Isn't It a Pity". Niedługo później ogłoszono, że perkusistka Leah Shapiro musi się poddać operacji mózgu w celu leczenia zespołu Arnolda-Chiariego. Z tego powodu zespół odwołał wszystkie zaplanowane koncerty. Pierwszy występ po wymuszonej przerwie miał miejsce 19 czerwca 2015 roku na Southside Festival.
9 czerwca 2015 roku zespół wydał kolejny album koncertowy. "Live in Paris" zawiera zapis koncertu z 21 lutego 2014 roku w La Trianon w Paryżu. Koncert był podzielony na dwie części – w pierwszej zespół zagrał całą płytę "Specter at the Feast", w drugiej najbardziej znane utwory grupy. DVD zdobyło statuetkę UK Music Video Awards w kategorii Best Live Music Coverage.

### 2017
W pierwszej połowie 2017 roku ogłoszono jesienną trasę koncertową po Europie. Trasa po Stanach Zjednoczonych została ustalona na początek następnego roku. W połowie września zespół ogłosił wydanie nowego albumu studyjnego. Tego samego dnia opublikowany został pierwszy singiel z płyty zatytułowany "Little Thing Gone Wild". Premiera albumu "Wrong Creatures" przewidziana jest na 12 stycznia 2018 roku.

## Skład

### Obecni skład zespołu
- Peter Hayes – śpiew, gitara, gitara basowa, harmonijka, pianino (od 1998)
- Robert Levon Been – śpiew, gitara basowa, gitara, pianino (od 1998)
- Leah Shapiro – perkusja (od 2008)

### Byli członkowie zespołu
- Nick Jago – perkusja (do 2008)

### Muzycy koncertowi
- Peter Salisbury – perkusja (2002)
- Mike „Spike” Keating – gitara (2005–2007)

## Dyskografia

### Albumy studyjne
- B.R.M.C. (2001)
- Take Them On, On Your Own (2003)
- Howl (2005)
- Baby 81 (2007)
- The Effects of 333 (2008)
- Beat the Devil’s Tattoo (2010)
- Specter At The Feast (2013)
- Wrong Creatures (2018)

### Minialbumy
- Screaming Gun EP (2001)
- Howl Sessions EP (2006)
- American X: Baby 81 Sessions (2007)

### Albumy koncertowe
- Live (2009)
- Live in London (2010)
- Live in Paris (2014)

### Single
- Red Eyes and Tears (luty 2001)
- Rifles (marzec 2001)
- Whatever Happened to My Rock’N’Roll (październik 2001)
- Love Burns (styczeń 2002)
- Spread Your Love (maj 2002)
- Whatever Happened to My Rock’N’Roll (wrzesień 2002)
- Stop (sierpień 2003)
- We're All in Love (listopad 2003)
- Ain’t No Easy Way (sierpień 2005)
- Weight of the World (październik 2006)
- Weapon of Choice (kwiecień 2007)
- Berlin (lipiec 2007)
- Beat the Devil’s Tattoo (2010)
- Let the Day Begin (2013)
- Little Thing Gone Wild (2018)